# 阿卡兰杜格
阿卡兰杜格（约公元前2600年前后在位）（英語：Akalamdug）乌尔第一王朝第二任国王。他的陵墓于20世纪初被莱纳多·伍利爵士在乌尔城的王室陵墓中发现。